# Perro de seis patas

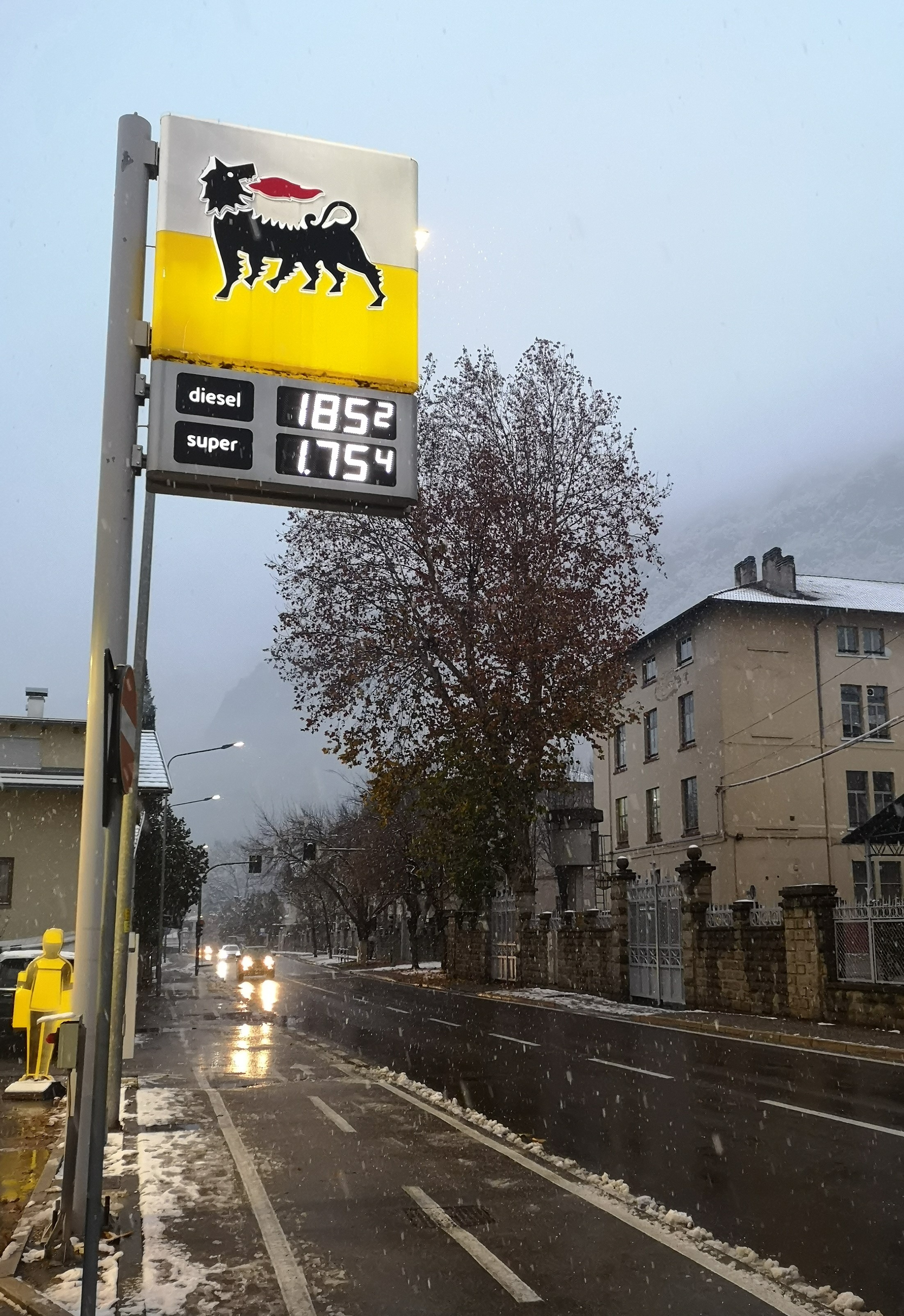
Exhibición de luces AGIP 2022 Bolzano-Gries.

El Perro de seis patas (Il cane a sei zampe) es el logo de la empresa italiana Eni, siempre se ha asociado a la empresa y a sus subsidiarias, así como al grupo Agip. 

## Historia
El autor del logo es Luigi Broggini, y redefinida por Giuseppe Guzzi. 
De acuerdo con la interpretación oficial de la compañía, el perro de seis patas simbolizan las cuatro ruedas del coche y las dos piernas del conductor.